# Parafia greckokatolicka św. Mikołaja w Ropiance
Parafia greckokatolicka św. Mikołaja w Ropiance – parafia greckokatolicka w Ropiance, w dekanacie sanockim archieparchii przemysko-warszawskiej. Została reaktywowana w 1991 roku. Terytorialnie obejmuje miejscowość Ropianka.